# Rocio Ortega Arenas
Rocio Ortega Arenas ist eine deutsche Fernsehdarstellerin.

## Biografie
Ortega Arenas ist spanischer Herkunft und wuchs mit ihren Eltern, Großeltern und ihren drei Geschwistern auf. Die Großeltern kehrten in ihrer Kindheit zurück nach Spanien.
2013 übernahm sie die Rolle der „Lucia Cortez“ in der Reality-Seifenoper Köln 50667, zu deren Darstellerensemble ihr Bruder David bereits seit Serienstart gehörte. Sie wirkte in 362 Folgen (Folgen 7–369) mit.
Im August 2014 kam ihr Sohn zur Welt, des Weiteren wurde Ortega Arenas im September 2015 erneut Mutter einer Tochter.

## Filmografie
- 2013–2014: Köln 50667 (Fernsehserie)